# CLDN12
La claudín 12 es una proteína que en humanos está codificada por el gen CLDN12. Pertenece al grupo de las claudinas.